# Thalassema antarcticum
Thalassema antarcticum is een lepelworm uit de familie Thalassematidae.
De wetenschappelijke naam van de soort werd in 1941 gepubliceerd door Stephen.